# 2024年金砖国家峰会
2024年金砖国家峰会是第十六次金砖国家峰会，此次峰會在俄罗斯喀山举行，也是繼埃及、埃塞俄比亚、伊朗和阿拉伯联合酋长国加入金砖国家后首次舉行的金砖国家峰会。
此次峰會除了金磚國家領導人出席外，許多獨聯體国家领导人、亚洲、非洲、中东和拉丁美洲国家代表团以及多个国际组织负责人出席。鞑靼斯坦共和国副总理兼内阁办公厅主任沙米尔·加法罗夫宣布，峰會酒店的翻修工程和基础设施以及道路达到标准状态的拨款费用为250亿卢布。

## 议程

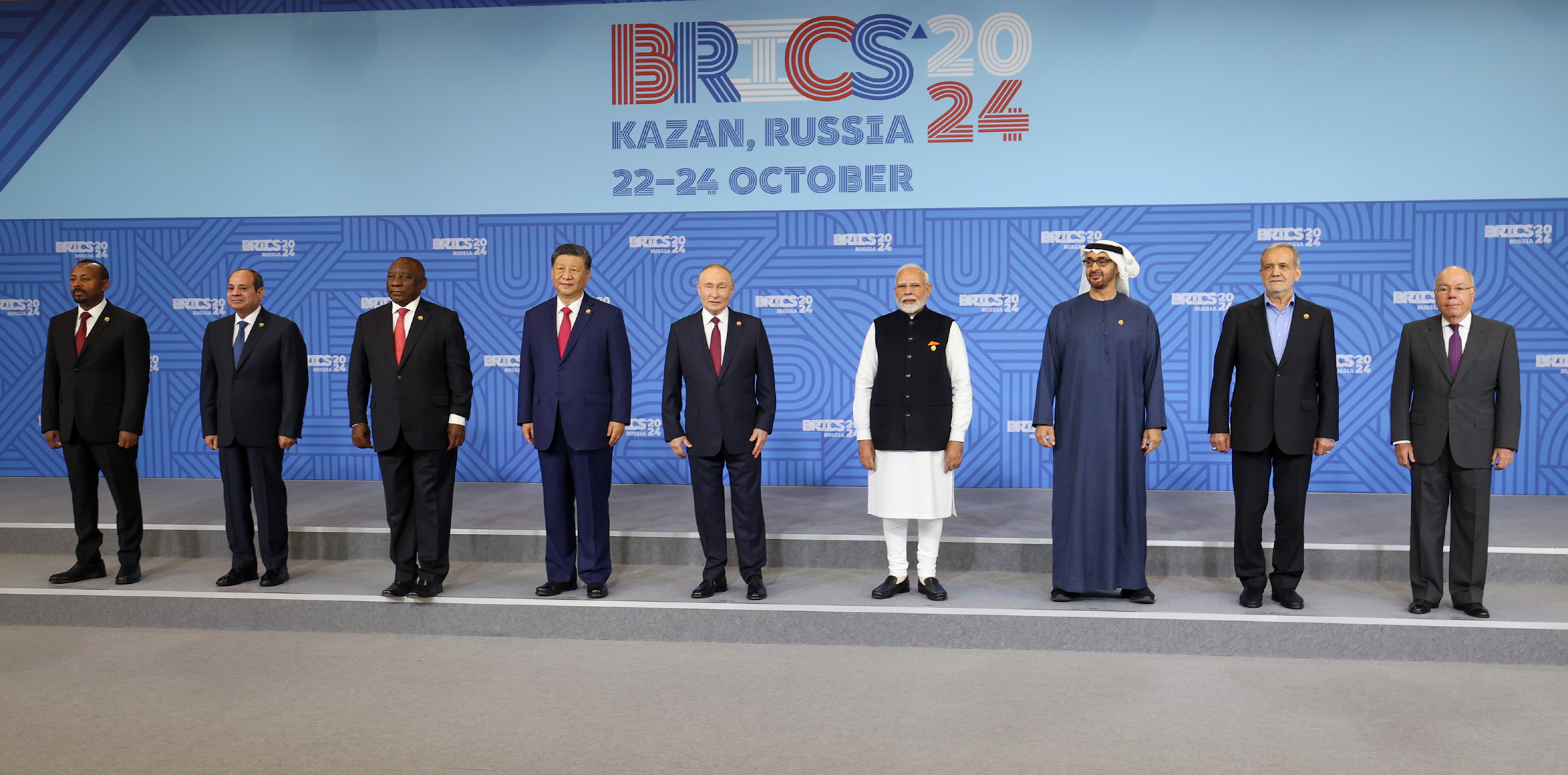
出席2024年金砖国家峰会的金砖国家代表，从右至左：毛罗·维埃拉、马苏德·佩泽希齐扬、穆罕默德·本·扎耶德·阿勒納哈揚、纳伦德拉·莫迪、弗拉基米尔·普京、习近平、西里爾·拉馬福薩、阿卜杜勒-法塔赫·塞西和阿比·艾哈邁德

此次活动的主题是：“加强多边主义，促进全球公平发展与安全。” 
金砖国家成员国推出了名为BRICS PAY的支付系统。 
會議發表了《喀山宣言》。 金砖国家在《喀山宣言》中表示支持联合国及联合国安理会改革，支持兩國方案以及支持巴勒斯坦国加入联合国。 
會議決定新增阿尔及利亚、白俄罗斯、玻利维亚、古巴、印度尼西亚、哈萨克斯坦、马来西亚、尼日利亚、泰国、土耳其、乌干达、乌兹别克斯坦、越南13个国家为金砖國家伙伴国。 

### 双边会谈

#### 中華人民共和國-俄羅斯
中共中央总书记兼中华人民共和国主席习近平和俄罗斯总统弗拉基米尔·普京在喀山举行双边会晤。 双方一致同意，要坚持推进一带一路同欧亚经济联盟全面对接。 

#### 印度-中華人民共和国
印度总理纳伦德拉·莫迪和中共中央总书记兼中華人民共和国主席习近平举行了自2020年中印邊境衝突以来的首次正式会晤。 双方领导人宣布达成协议，中印雙方將從中印邊境衝突地帶後撤。 

#### 印度-伊朗
印度总理纳伦德拉·莫迪和伊朗总统马苏德·佩泽希齐扬举行双边会谈。马苏德·佩泽希齐扬接受了印度发出的访问邀请。 

#### 俄罗斯-南非
南非总统西里爾·拉馬福薩与俄罗斯总统弗拉基米尔·普京举行双边会晤，会上西里爾·拉馬福称俄罗斯是南非的盟友，因为蘇聯在南非種族隔離時期支持南非人民擺脫種族隔離制度。 

## 出席會議的金磚國家領導人
- 俄羅斯
弗拉基米尔·普京, 俄罗斯总统 (東道主)[29]
- 印度
纳伦德拉·莫迪, 印度总理[30]
- 中华人民共和国
習近平, 中共中央總書記、國家主席[a][31][32][33]
- 南非
西里爾·拉馬福薩, 南非总统[34]
- 埃及
阿卜杜勒-法塔赫·塞西, 埃及總統[35][36]
- 衣索比亞
阿比·艾哈邁德, 埃塞俄比亚总理[37][38]
- 伊朗
马苏德·佩泽希齐扬, 伊朗总统[36]
- 阿联酋
穆罕默德·本·扎耶德·阿勒納哈揚, 阿联酋总统[39]

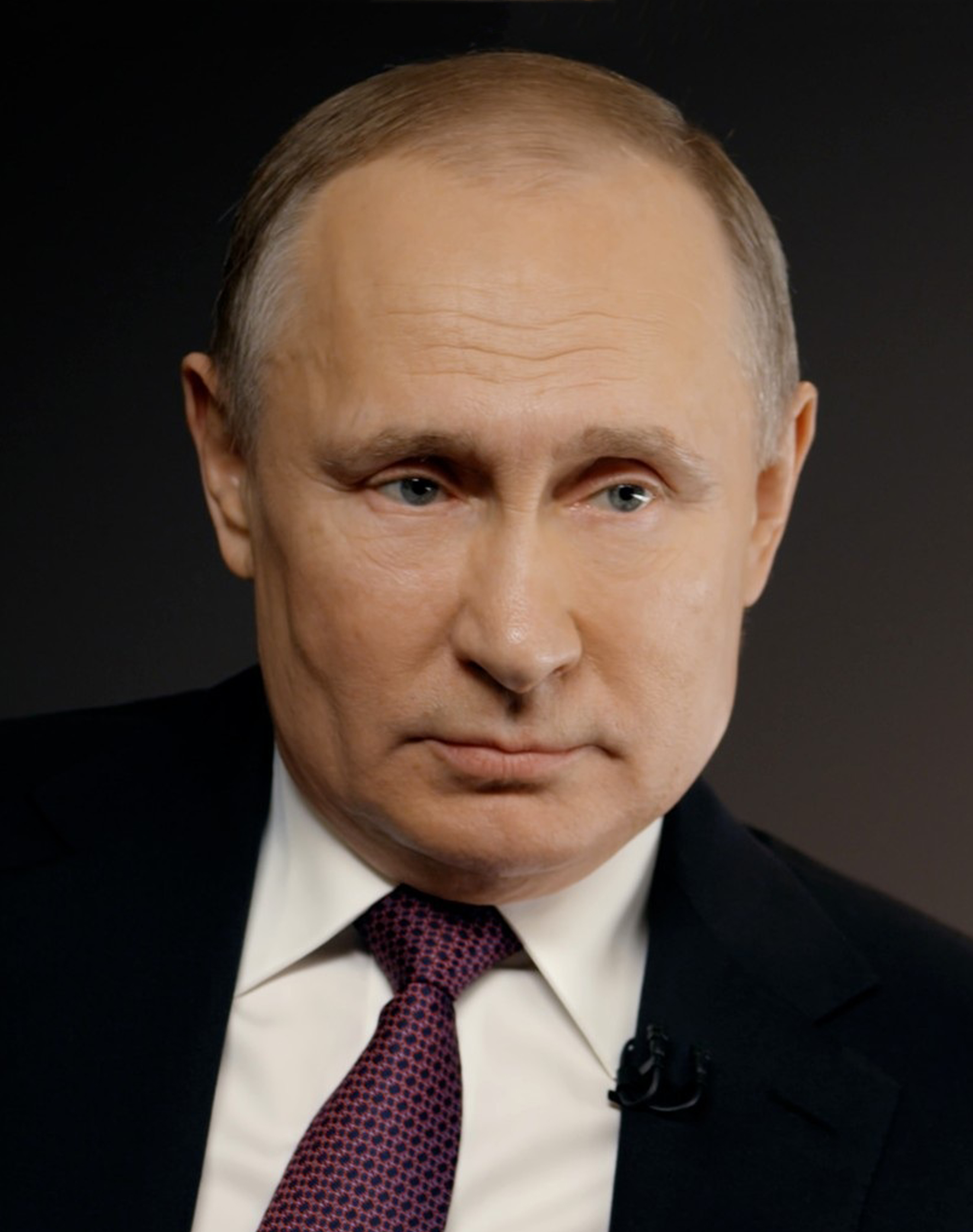
RUS 弗拉基米尔·普京, 俄罗斯总统 (東道主)
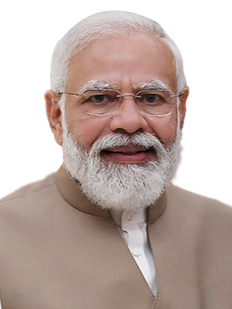
IND 纳伦德拉·莫迪, 印度总理
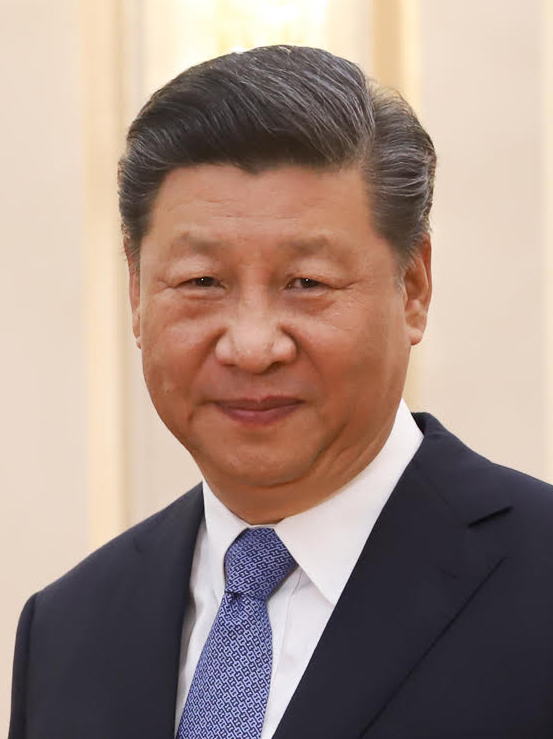
PRC 習近平, 中共中央總書記、國家主席
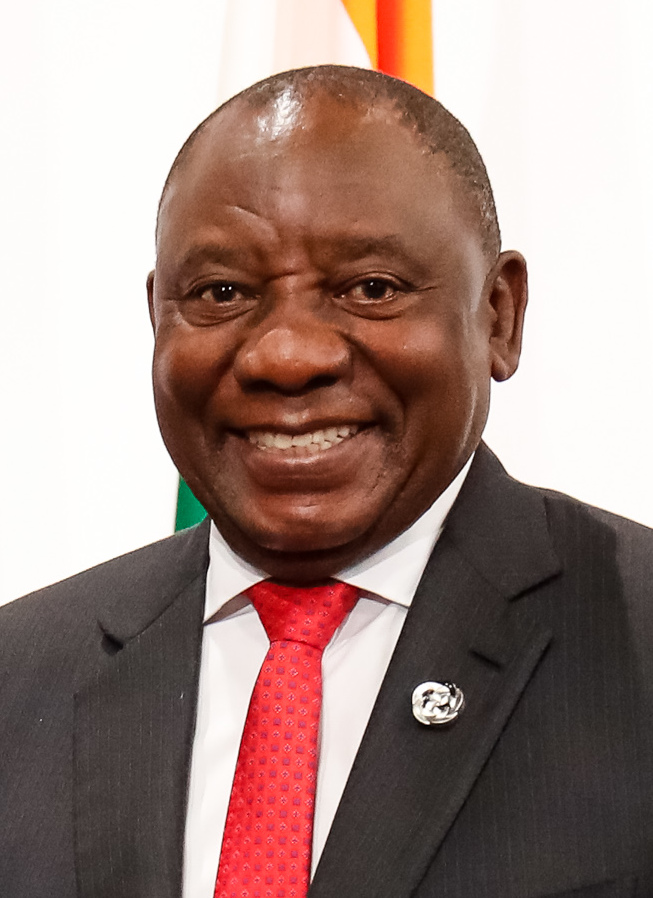
SAF 西里爾·拉馬福薩, 南非总统
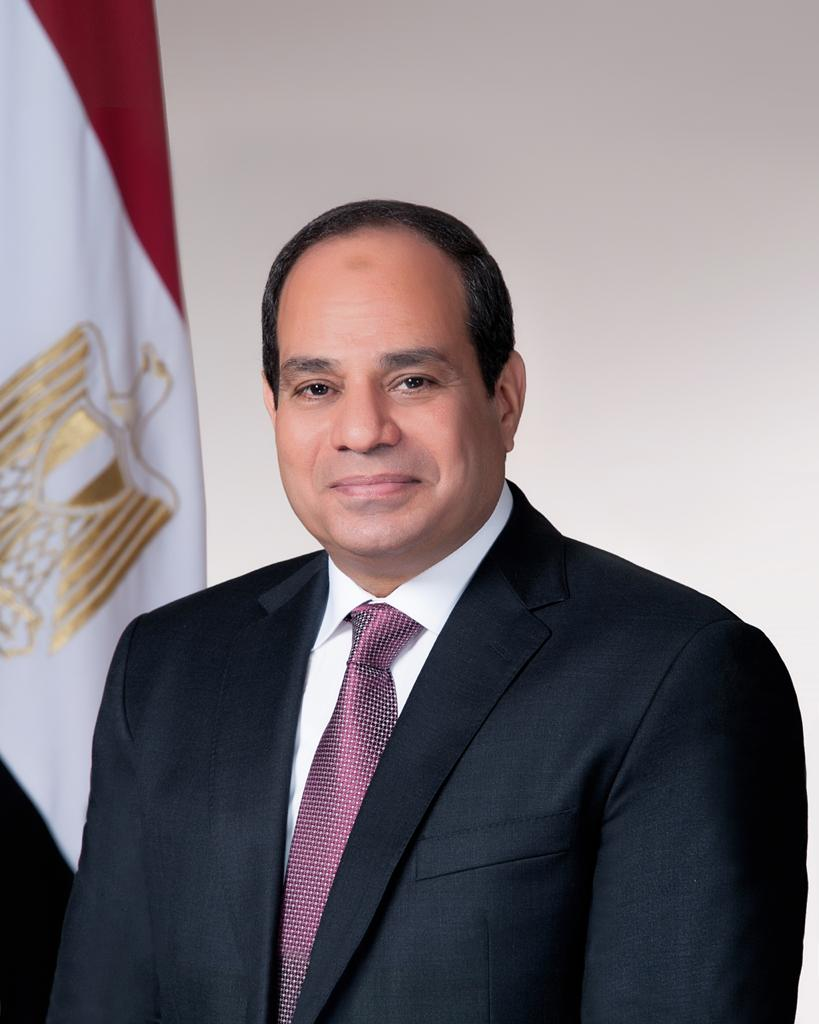
EGY 阿卜杜勒-法塔赫·塞西, 埃及總統
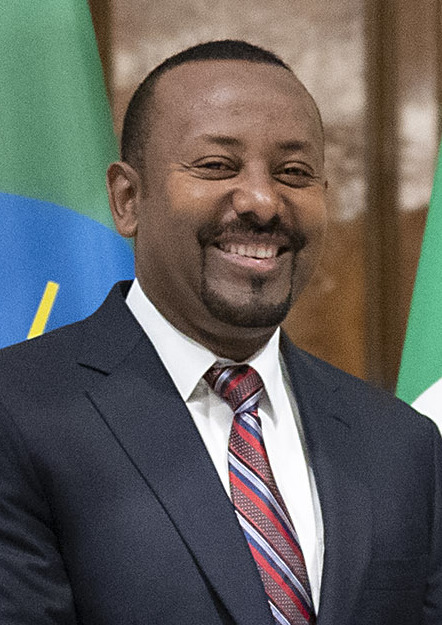
ETH 阿比·艾哈邁德, 埃塞俄比亚总理
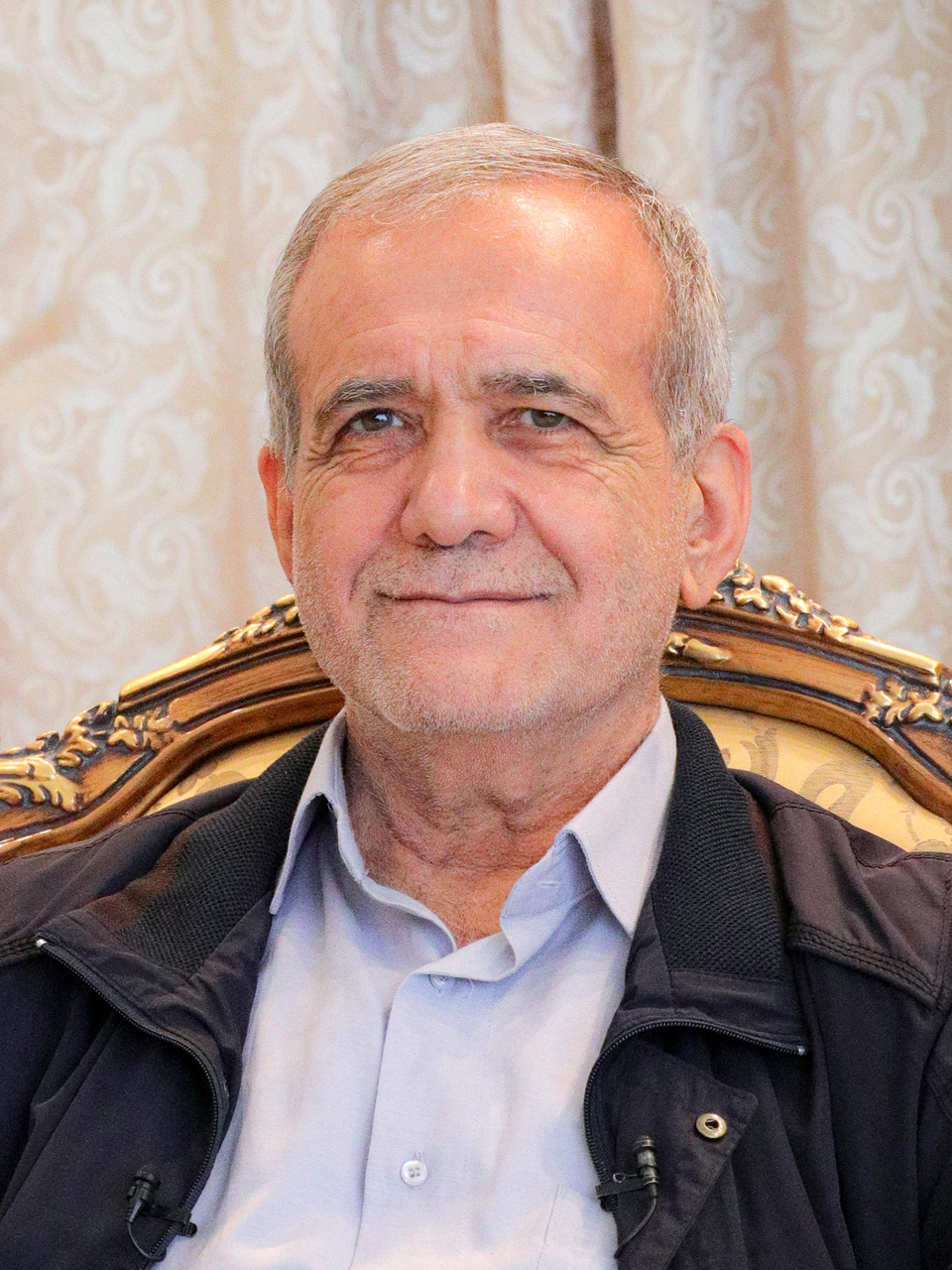
IRI 马苏德·佩泽希齐扬, 伊朗总统
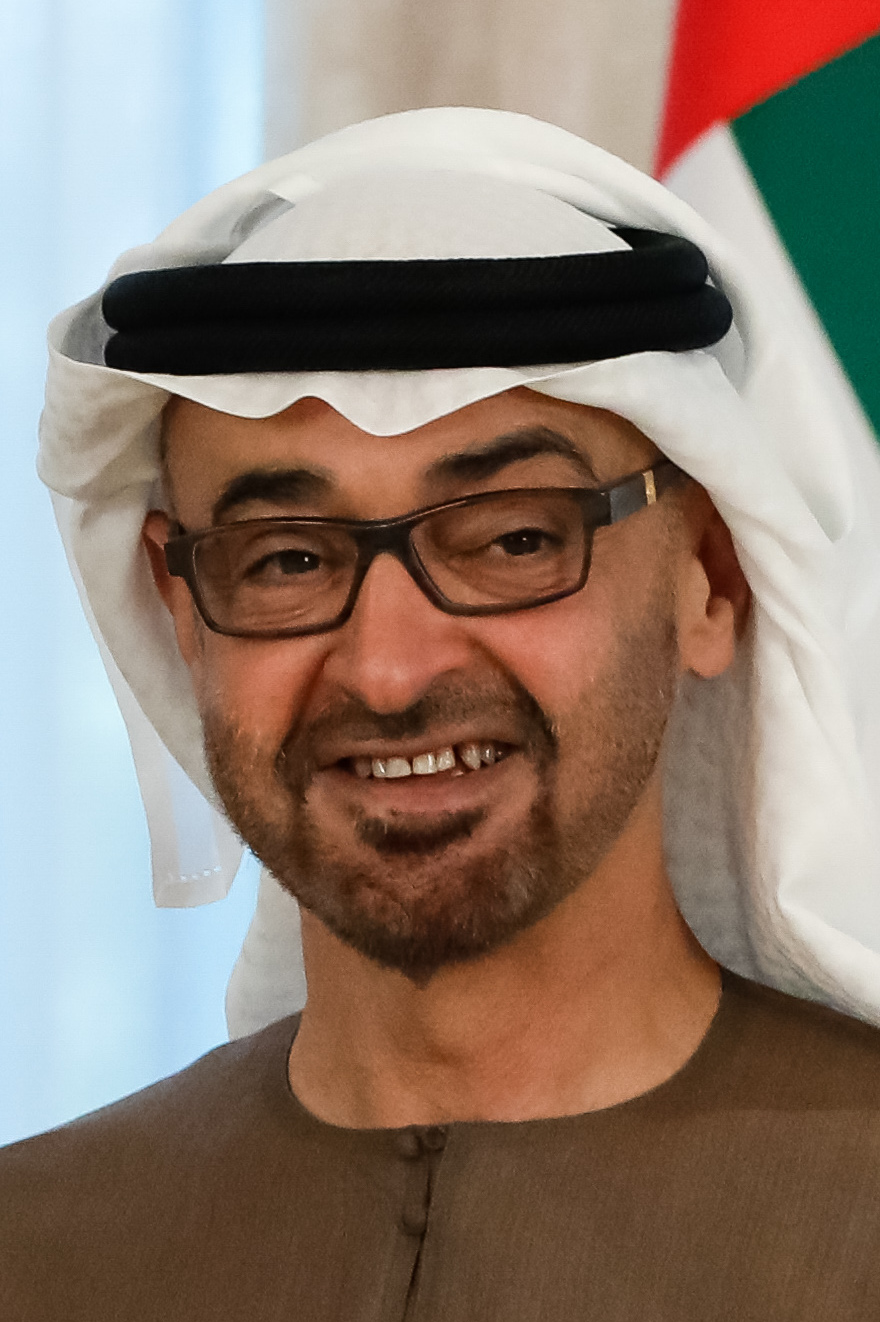
UAE 穆罕默德·本·扎耶德·阿勒納哈揚, 阿联酋总统

峰会开始前两天，巴西總統卢拉·达席尔瓦因摔倒后出现轻微脑溢血，於是宣布他不会亲自出席喀山峰會，不過他宣布他将會以视频形式参加會議。巴西外交部长毛罗·维埃拉将代替达席尔瓦出席喀山峰會。 

## 特邀嘉宾
古巴共产党第一书记兼古巴国家主席米格尔·迪亚斯-卡内尔原本計劃参加峰会，但由于要處理2024年古巴停电事故而無法親自出席。由于要接待欧盟代表，原本要出席峰會的塞尔维亚总统亞歷山大·武契奇也无法出席。不過古巴和塞尔维亚均派代表代替各自国家元首出席峰会。 
| 國家/組織    | 頭銜                          | 官員                          | 來源   |
| ------------ | ----------------------------- | ----------------------------- | ------ |
| 亞美尼亞     | 总理                          | 尼科尔·帕希尼扬               | [ 42 ] |
|              | 总统                          | 伊利哈姆·阿利耶夫             | [ 43 ] |
| 巴林         | 外交部长                      | 阿卜杜拉蒂夫·本·拉希德·扎亚尼 | [ 44 ] |
|              | 外交大臣                      | 贾西姆·乌丁                   | [ 45 ] |
| 白俄羅斯     | 总统                          | 亚历山大·卢卡申科             | [ 43 ] |
| 玻利维亚     | 总统                          | 路易斯·阿尔塞                 | [ 43 ] |
| 刚果共和国   | 总统                          | 德尼·萨苏-恩格索              | [ 46 ] |
| 古巴         | 外交部长                      | 布鲁诺·罗德里格斯·帕里利亚    | [ 47 ] |
| 印度尼西亞   | 外交部长                      | 苏吉约诺                      | [ 48 ] |
|              | 总统                          | 卡瑟姆若马尔特·托卡耶夫       | [ 49 ] |
|              | 总统                          | 萨德尔·扎帕罗夫               | [ 50 ] |
|              | 老挝人民革命党总书记 国家主席 | 通伦·西苏里                   | [ 51 ] |
| 马来西亚     | 经济部长                      | 拉菲兹南利                    | [ 52 ] |
| 毛里塔尼亚   | 总统                          | 穆罕默德·乌尔德·加祖瓦尼      | [ 53 ] |
| 蒙古国       | 国家大呼拉尔主席              | 贡布扎布·赞登沙特尔           | [ 54 ] |
| 尼加拉瓜     | 外交部长                      | 蒙卡达·贾恩奇克               | [ 55 ] |
| 巴勒斯坦     | 总统                          | 马哈茂德·阿巴斯               | [ 56 ] |
| 沙烏地阿拉伯 | 外交部長                      | 费萨尔·本·法尔汉·阿勒沙特     | [ 57 ] |
| 塞爾維亞     | 副总理                        | 亚历山大·武林                 | [ 58 ] |
| 斯里蘭卡     | 外交部秘书                    | 阿鲁尼·维杰瓦德尼             | [ 59 ] |
| 塞族共和國   | 总统                          | 米洛拉德·多迪克               | [ 60 ] |
|              | 总统                          | 埃莫马利·拉赫蒙               | [ 61 ] |
| 泰國         | 外交部长                      | 玛里·沙炎蓬                   | [ 62 ] |
| 土耳其       | 总统                          | 雷杰普·塔伊普·埃尔多安        | [ 63 ] |
|              | 总统                          | 谢尔达尔·别尔德穆哈梅多夫     | [ 64 ] |
| 委內瑞拉     | 总统                          | 尼古拉斯·马杜罗               | [ 65 ] |
| 越南         | 总理                          | 范明正                        | [ 66 ] |
| 联合国       | 秘书长                        | 安东尼奥·古特雷斯             | [ 67 ] |
|              | 总统                          | 沙夫卡特·米尔济约耶夫         | [ 68 ] |

## 反应
乌克兰总统弗拉基米尔·泽连斯基表示，金砖国家喀山峰会失败的原因是俄罗斯期待的领导人并非都有出席，尤其是沙特阿拉伯的领导人，表明金砖国家联盟并不存在。泽连斯基指出，俄罗斯由于各种原因没有成功，主要是因为每个人都知道普京是一个杀人犯，一个恐怖分子，即使俄罗斯提供一种廉价的能源让一些国家使用，那些希望稳定经济的国家也不想‘推动’普京的期望。泽连斯基指出，俄罗斯并不寻求和平，即使是中国和巴西的提议，也是相当有条件的，因为它更多的是政治重点，而不是具体的实质性计划，但即使是从领土完整的角度来看，普京也没有考虑到它们的总体方向。对于中国和巴西来说，这简直就是一记耳光，这也是为什么巴西没有达到金砖国家领导人水平的原因，这就是金砖国家并没有发生联盟。泽连斯基也对联合国秘书长古特雷斯参加峰会指出，没有任何领导人能够在俄罗斯和乌克兰战争问题上保持中立，因为这意味着站在俄罗斯一边，中立只会对俄罗斯有利。泽连斯基表示，峰会上有些人在谈到自己的中立性时，实际上是对俄罗斯的隐性支持，只是让希望帮助解决这场冲突的人看起来更加亲俄。